# Estadio Panamericano de Cuba
Das Estadio Panamericano de Cuba ist ein Fußballstadion mit Leichtathletikanlage in der kubanischen Hauptstadt Havanna. Es wurde im Frühjahr 1991 eingeweiht, um die XI. Panamerikanischen Spiele in Havanna auszurichten. Der Name des Stadions „Panamericano“ ist auf die Tatsache zurückzuführen, dass es ausschließlich als Hauptveranstaltungsort für die Panamerikanischen Spiele gebaut wurde. 2008 wurde die Anlage komplett renoviert und eine neue Kunststoffbahn nach den Richtlinien des Internationalen Leichtathletik-Verbandes (IAAF) installiert. 2014 war die Sportstätte in einem schlechten Zustand.